# Кларкфілд (Міннесота)
Кларкфілд (англ. Clarkfield) — місто (англ. city) в США, в окрузі Єллоу-Медісін штату Міннесота. Населення — 852 особи (2020).

## Географія
Кларкфілд розташований за координатами 44°47′27″ пн. ш. 95°48′28″ зх. д. / 44.79083° пн. ш. 95.80778° зх. д. (44.790790, -95.807835).  За даними Бюро перепису населення США в 2010 році місто мало площу 2,83 км², уся площа — суходіл.

## Демографія
Згідно з переписом 2010 року, у місті мешкали 863 особи в 372 домогосподарствах у складі 209 родин. Густота населення становила 305 осіб/км².  Було 424 помешкання (150/км²).
Расовий склад населення:
| - 95,6 % — білих - 0,7 % — корінних американців - 0,2 % — чорних або афроамериканців - 0,1 % — азіатів - 3,0 % — осіб інших рас |

До двох чи більше рас належало 0,3 %. Частка іспаномовних становила 5,0 % від усіх жителів.
За віковим діапазоном населення розподілялося таким чином: 22,5 % — особи молодші 18 років, 52,6 % — особи у віці 18—64 років, 24,9 % — особи у віці 65 років та старші. Медіана віку мешканця становила 43,4 року. На 100 осіб жіночої статі у місті припадало 96,6 чоловіків;  на 100 жінок у віці від 18 років та старших — 94,5 чоловіків також старших 18 років.
Середній дохід на одне домашнє господарство  становив 48 077 доларів США (медіана — 41 063), а середній дохід на одну сім'ю — 59 289 доларів (медіана — 52 788). Медіана доходів становила 45 104 долари для чоловіків та 36 667 доларів для жінок. За межею бідності перебувало 14,4 % осіб, у тому числі 15,4 % дітей у віці до 18 років та 11,7 % осіб у віці 65 років та старших.
Цивільне працевлаштоване населення становило 386 осіб. Основні галузі зайнятості: освіта, охорона здоров'я та соціальна допомога — 29,3 %, виробництво — 13,0 %, мистецтво, розваги та відпочинок — 9,6 %, роздрібна торгівля — 8,5 %.